# Carlos Godoy Labraña
Carlos Alberto Godoy Labraña (Santiago, 28 de marzo de 1969) es un eclesiástico católico chileno. Es el obispo de Osorno, desde 2023. Fue obispo auxiliar de Santiago de Chile, de 2021 a 2023.

## Biografía
Carlos Alberto nació el 28 de marzo de 1969 en la ciudad chilena de Santiago.
Realizó su formación primaria en el Colegio Santa Teresita del Niño Jesús, de los Padres Siervos de María, y la secundaria en el Liceo C83 de Colina, donde vivió en su adolescencia.
En 1988, ingresó al Seminario Pontificio Mayor de Santiago, donde realizó los estudios eclesiásticos.
Tras realizar estudios de posgrado en la Universidad Alberto Hurtado, obtuvo una maestría en Acompañamiento Psicoespiritual.

### Sacerdocio
Fue ordenado diácono el 12 de agosto de 1995. Su ordenación sacerdotal fue el 18 de mayo de 1996, en la Catedral Metropolitana de Santiago, a manos del cardenal-arzobispo Carlos Oviedo Cavada; incardinándose en la arquidiócesis de Santiago de Chile.
En 1996 fue nombrado vicario parroquial de Nuestra Señora de las Mercedes en la comuna de Vitacura. En el 2000, fue nombrado vicedecano en Pudahuel Sur y párroco de Cristo de Emaús, donde creó la Escuela de Formación de Animadores.
En 2003, fue designado decano del Decanato Pudahuel Sur (hoy Decanato Obispo Enrique Alvear). Fue nombrado asesor de la Pastoral Juvenil de la Zona Oeste en 2004. Ha sido, también, colaborador de la Oficina de Denuncias del Arzobispado de Santiago de Chile.
Fue director espiritual del Seminario Mayor, rector del Santuario de la Inmaculada Concepción del Cerro San Cristóbal. Desde 2019, se desempeñó como vicario episcopal de Pastoral.

### Episcopado
El 22 de junio de 2021, el papa Francisco lo nombró obispo auxiliar de Santiago de Chile, junto a Cristián Castro Toovey. También lo nombró obispo titular de Prudenziana. Fue consagrado el 13 de agosto del mismo año, en el campus eucarístico del Santuario del Cerro San Cristóbal, a manos del cardenal-arzobispo Celestino Aós OFM Cap.
El 8 de septiembre de 2023, fue nombrado obispo de Osorno. Debido a su participación en octubre, como parte de la delegación de Chile en la XVI Asamblea General Ordinaria del Sínodo de los obispos, que se desarrolló en Roma, no pudo asumir el gobierno pastoral hasta noviembre. Tomó posesión canónica el 11 de noviembre, durante una ceremonia en la Catedral de Osorno.